# Cerithiopsida diegensis
Cerithiopsida diegensis är en snäckart som först beskrevs av Bartsch 1911.  Cerithiopsida diegensis ingår i släktet Cerithiopsida och familjen Cerithiopsidae. Inga underarter finns listade i Catalogue of Life.